# 雙門齒獸屬
雙門齒獸屬（学名：Diprotodon），又名古草食有袋屬，是最大的有袋類。牠於160萬年前出現，並於4萬年前的更新世消失。雙門齒獸的化石在澳洲很多地方都有發現，當中包括完整的骨骼及頭顱骨，與及毛髮及腳印的輪廓。超過一頭雌獸的育幼袋中有發現幼獸。
雙門齒獸棲息在森林、林地及草原，可能接近水源或河流，並吃樹葉、灌木及草。最大的標本有河馬般大小，約有3米長，肩高2米。牠現存的近親是袋熊及無尾熊。有指本耶普的傳說就是來自雙門齒獸，一些澳洲原住民更將雙門齒獸的骨頭看為本耶普的。

## 滅絕成因
雙門齒獸與其他的澳洲大型動物群，都在5萬年前人類到達澳洲後的很短時間內消失。解釋的原因就有三個，分別是氣候轉變、獵殺及棲息地消失，彼此並不排他的，有可能是相互影響的。

### 氣候轉變

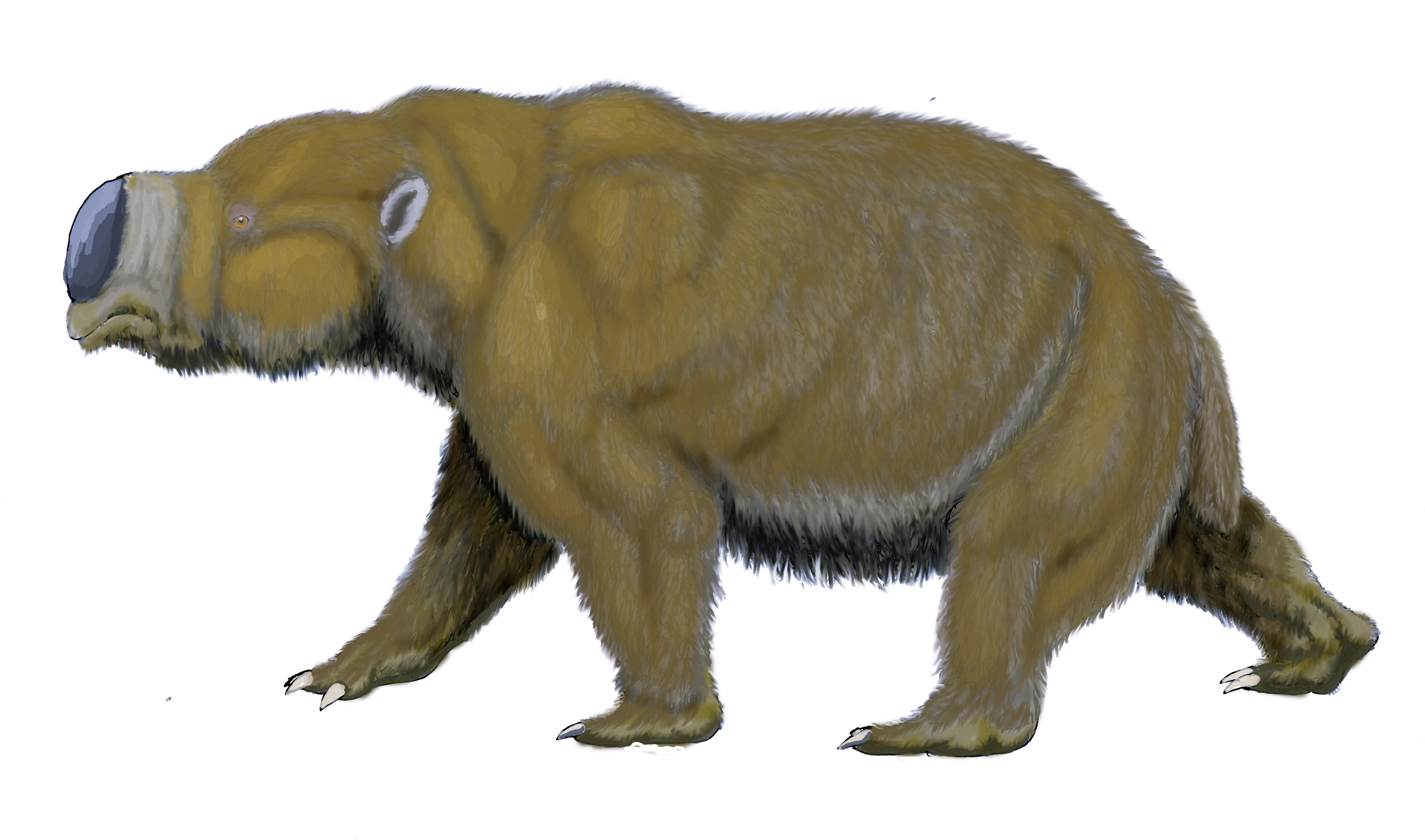
雙門齒獸

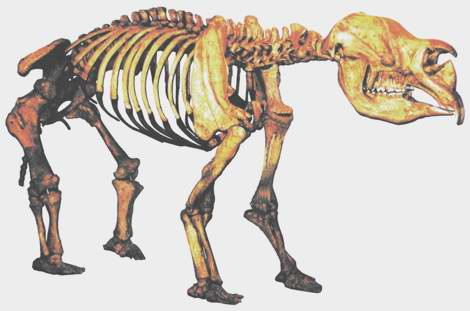
雙門齒獸的骨骼模型。

澳洲在4000萬年前與岡瓦那大陸分裂後，經歷了很長時間的乾旱化。雖然過程反覆，但整體降雨量卻明顯下降。最近的冰河時期並沒有令澳洲大陸結冰，但卻使氣候變得更冷及乾旱。有指降雨量的減少令雙門齒獸滅絕。
不過，另有指雙門齒獸曾經歷了多次類似的冰河時期，不見得最近的一次可以令牠們完全滅絕。而且，氣候轉變得最劇烈的時候是在雙門齒獸滅絕之後2萬5000年前，受影響地區亦非整個澳洲大陸，當中一些地區仍保存溫和及潮濕的氣候。

### 人類獵殺
由於雙門齒獸的滅絕，正值是人類到達澳洲的時候，有指牠們的消失是因人類獵殺所致，像新西蘭的大型動物群般。在雙門齒獸的化石中亦有發現被宰殺的痕跡。但是這是否直接成因，則未有足夠的證據支持。

### 棲息地消失
根據最早的歐洲移民紀錄，澳洲原住民經常放火燒森林，開發密林地區，並燒燬廢物等，破壞了當地的生態而令雙門齒獸消失。

## 外部連結
- Australias lost kingdom
- BBC science and nature （页面存档备份，存于）
- Regional Council of Goyder
- Museum Victoria
- South Australian Museum